# Juan Torales
Juan Bautista Torales, mais conhecido como Juan Torales (Luque, 9 de março de 1956), é um ex-futebolista paraguaio que atuava como zagueiro. Durante sua carreira, atuou 77 vezes, e marcou 1 gol pela Seleção Paraguaia de Futebol, durante os anos de 1979 e 1989. Juan Torales estava presente no time campeão da Copa América de 1979.[carece de fontes?]

## Carreira
Torales fez sua estréia profissional pelo Sportivo Luqueño, em 1976. Ele foi contratado pelo Club Libertad em 1981 e jogou pelo clube até 1991. Ele passou a temporada de 1992 no Club Guaraní antes de retornar ao Sportivo Luqueño, onde jogou até a sua aposentadoria do futebol em 1995, com 39 anos de idade.

## Títulos
Paraguai
- Copa América: 1979